# Сен-Бартелеми (Изер)
Сен-Бартелеми (фр. Saint-Barthélemy) — коммуна во Франции, находится в регионе Рона — Альпы. Департамент коммуны — Изер. Входит в состав кантона Борепер. Округ коммуны — Вьенн.
Код INSEE коммуны — 38363. Население коммуны на 1999 год составляло 765 человек. Населённый пункт находится на высоте от 258 до 326 метров над уровнем моря. Муниципалитет расположен на расстоянии около 450 км юго-восточнее Парижа, 50 км южнее Лиона, 55 км западнее Гренобля. Мэр коммуны — M. Maurice Pelissier, мандат действует на протяжении 2008—2014 гг.
Динамика населения (INSEE):